# Sergej Budanow
Sergej Budanow (russisch Сергей Буданов, Sergei Budanow; * 10. März 1959 in Kachowka, Ukrainische SSR) ist ein ukrainischer Sportmanager, Handballtrainer und ehemaliger Handballspieler. Budanow besitzt auch die deutsche Staatsangehörigkeit.

## Karriere
Sergej Budanow spielte für den ukrainischen Armeeklub SKA Kiew und für SII Saporischschja. Der mittlere Rückraumspieler gewann mit SII den IHF-Pokal 1982/83, im IHF-Pokal 1984/85 erreichte er erneut das Finale. Als ukrainischer Meister nahm er mehrfach an der sowjetischen Meisterschaft teil, in der SII mehrfach den dritten Rang belegte. Der Spielmacher wurde zweimal bester Torschütze der Meisterschaft. Nach der Freigabe für einen Wechsel ins Ausland lief er für den jugoslawischen Verein RK Sloga Doboj auf. In Deutschland spielte er für die SG Stuttgart-Scharnhausen in der 2. Handball-Bundesliga. In der Saison 1991/92 wurde Budanow mit 178 Toren, darunter 87 per Siebenmeter, Torschützenkönig der Staffel Süd. Später stand er bei der SG Göppingen/Scharnhausen unter Vertrag.
Nach 51 Spielen für die sowjetische Juniorennationalmannschaft bestritt Budanow 14 Länderspiele für die sowjetische Nationalmannschaft, für die Ukraine kamen 118 weitere hinzu.
Bei der TSG Balingen stellte er zwischen 1997 und 1999 einen Rekord für das Guinness-Buch der Rekorde auf, als er zeitweilig elf Mannschaften von den Kindern bis zur ersten Männermannschaft trainierte. Nach Stationen bei Herrenberg und HG Erlangen beendete er seine Spielerlaufbahn im Alter von 42 Jahren und konzentrierte sich auf die Trainertätigkeit.
Bereits im Jugendalter hatte Budanow Jugendmannschaften betreut. Als Trainer der ukrainischen Juniorenauswahl trainierte er zwei spätere Olympiasieger.
Seit 2001 ist Budanow, der seit 1993 eine DHB-A-Lizenz besitzt, beim TV Gelnhausen beschäftigt als Cheftrainer, sportlicher Leiter, Konzeptkoordinator und Trainerausbilder.
Im Jahr 2009 wurde Budanow Jugendkoordinator bei der HSG Wetzlar.
Zusätzlich arbeitet der gebürtige Ukrainer als Lehrer, Sportmanager und international als Handball-Dozent.